# قائمة أطول المباني في البحرين
تسرد الجداول التالية عن أطول المباني والمنشآت في البحرين. وتقع معظم هذه المباني والمنشآت في العاصمة المنامة. المباني التي تضم أقل من 20 طابقا، والهياكل أقصر من 100 متر (330 قدم)، ليست مدرجة.

## قائمة أطول المباني
| الترتيب | الاسم                        | الارتفاع        | عدد الطوابق | المدينة     | الاستخدام | الاكتمال |
| ------- | ---------------------------- | --------------- | ----------- | ----------- | --------- | -------- |
| 1       | مرفأ البحرين المالي          | 260 م (850 قدم) | 53          | المنامة     | تجاري     | 2009     |
| 2       | برج إي آر أيه                | 245 م (804 قدم) | 50          | ضاحية السيف | سكني      | 2010     |
| 3       | مركز البحرين التجاري العالمي | 240 م (790 قدم) | 50          | المنامة     | تجاري     | 2008     |
| 4       | أبراج اللؤلؤ                 | 200 م (660 قدم) | 50          | المنامة     | سكني      | 2009     |
| 5       | برج المؤيد                   | 172 م (564 قدم) | 47          | ضاحية السيف | تجاري     | 2004     |
| 6       | بنك البحرين الوطني           | 101 م (331 قدم) | 27          | المنامة     | تجاري     |          |

## قائمة أعلى المباني
| مرتبة | اسم | ارتفاع | مدينة | الاستعمال الرئيسي | إكمال |
| ----- | --- | ------ | ----- | ----------------- | ----- |
| 1     | N/A | N/A    | N/A   | N/A               | N/A   |

## قائمة أطول المباني تحت الإنشاء
| مرتبة | اسم            | ارتفاع          | الطابق الأعلى | مدينة   | الاستعمال الرئيسي | الانتهاء المفترضة |
| ----- | -------------- | --------------- | ------------- | ------- | ----------------- | ----------------- |
| 1     | فيلامار برج اي | 220 م (720 قدم) | 54            | المنامة | سكني              | في الانتظار       |
| 2     | فيلامار برج سي | 210 م (690 قدم) | 52            | المنامة | سكني              | في الانتظار       |
| 3     | برج المتحدة    | 200 م (660 قدم) | 50            | المنامة | استخدام مختلط     | 2015              |
| 4     | برج فيلامار بي | 137 م (449 قدم) | 43            | المنامة | سكني              | في الانتظار       |

## قائمة أطول المباني والهياكل المقترحة
| مرتبة | اسم | ارتفاع | الطابق الأعلى | مدينة | الاستعمال الرئيسي | الانتهاء المفترضة |
| ----- | --- | ------ | ------------- | ----- | ----------------- | ----------------- |